# Matthias Leupold

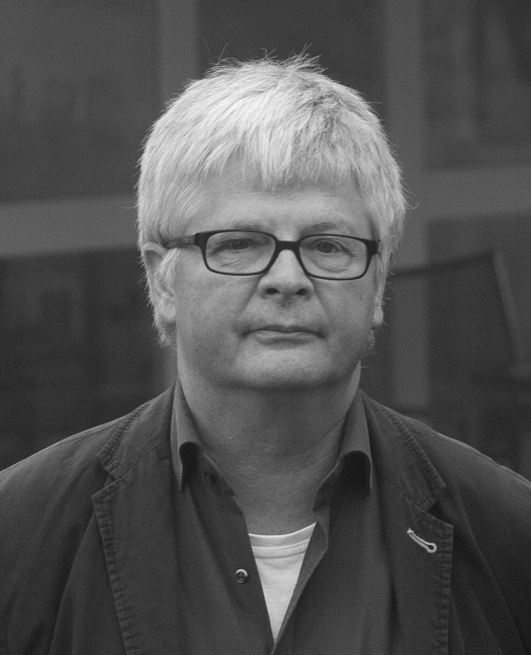
Matthias Leupold

Matthias Leupold (* 1959 in Berlin) ist ein deutscher Fotograf, Dokumentarfilmer und Hochschullehrer. Er lebt und arbeitet in Berlin.

## Leben und Werk
Matthias Leupold ist Sohn von Harry Leupold, Berliner Bühnen- und Szenenbildner, (1928–2013) und der Modegestalterin Willfriede Leupold (geb. Lotz, 1922–2012). Er wuchs in Berlin-Prenzlauer Berg auf. Nach Verhaftungen (u. a. Februar 1982 Untersuchungshaftanstalt des Ministeriums für Staatssicherheit (MfS) in Hohenschönhausen) und Ausstellungsschließungen (März 1986: Bauhaus Dessau, Mai 1986: Studentenclub der Hochschule für Bildende Künste Dresden) siedelte Leupold im Herbst 1986 legal nach Westberlin über. Dort studierte er von 1987 bis 1994 an der Hochschule der Künste (HdK) (seit 1995 UdK) Visuelle Kommunikation mit den Abschlüssen Diplom-Designer und Meisterschüler bei Harry C. Suchland und Ludwig Thürmer. Seit 1985 ist er freischaffender Fotograf in den Bereichen Kunst sowie Medien und Industrie. Seit 2007 lehrt Leupold als Professor für künstlerische Fotografie und digitale Bildmedien an der BTK Berliner Technischen Kunsthochschule, ab 2017 an der University of Europe for Applied Sciences.
Leupolds künstlerisches Ausdrucksmittel sind die szenische Fotografie und der Dokumentarfilm. In seinen seriellen Arbeiten geht Leupold Erscheinungsformen von Bildgruppen und deren gesellschaftlichen Bezügen auf den Grund. 1988/89 re-analysierte er künstlerisch die III. Deutsche Kunstausstellung – Dresden, 1953. Dabei wurden Bilder des genauen Beginns des DDR-Formalismusstreits aufgegriffen und fotografisch re-inszeniert. 1994 zeigte das Militärhistorische Museum in Dresden diese Fotografien am Ort des damaligen Geschehens.
In einer weiteren schwarz-weißen Bildfolge wurde der Ideologiegehalt der deutschen Zeitschrift Die Gartenlaube um 1911/12 aufgegriffen und mit aufwendigen Requisiten, Hintergründen und historischer Kleidung re-inszeniert.
Neben den Serien fotografiert Leupold Einzelbilder und Tableaus, in denen emotionale Themen wie Einsamkeit, Heimkehr, Verletzung, Schutzbedürftigkeit, Überfluss und Verschwendung wie auch tagesaktuelle, gesellschaftliche Ereignisse und Beobachtungen verdichtend visualisiert werden. Die Bildvorgaben der realen Welt und deren reine Dokumentation genügten Leupold zunächst nicht. Spielräume für seine Arbeiten sind Naturlandschaften, urbane Plätze und Interieurs als, die er in Zusammenarbeit mit Laien, Fotomodellen und Schauspielern interpretiert. Inspiration erfährt er durch die unerhörte Begebenheit, den genius loci und in dem Beobachten menschlicher Beziehungen. Ebenso wenig wie Leupold als Fotograf ein zufälliger Augen- oder Zeitzeuge ist, bezieht er den Betrachter in seine künstlerische Arbeit mit ein: undistanziert und emotional teilhabend.
Inspirationsquellen von Leupold sind insbesondere die Bildwerke Michelangelo, Hans Baldung Grien, Lucas Cranach der Ältere, Leonardo da Vinci, sowie die Romane Lion Feuchtwangers Die Jüdin von Toledo und Robert Musils Der Mann ohne Eigenschaften.
1997/1998 arbeitete Leupold als Stipendiat in der Deutschen Akademie Villa Massimo in Rom. Die dort und vor allem im Latium entstandenen Aufnahmen sind geprägt von Kunstwerken der italienischen Renaissance, dem südlichen Licht und den Farben des mediterranen Landes.
Er war an den Ausstellungen Kunst in der DDR in der Berliner Nationalgalerie 2003, Berlin – Moskau / Moskau – Berlin 1950–2000 Moskau 2004 und Übergangsgesellschaft. Porträts und Szenen 1980–1990 in der Akademie der Künste 2009 sowie Geschlossene Gesellschaft in der Berlinischen Galerie 2012 beteiligt.
Neben Hans-Hendrik Grimmling, Maler, Cyrus Khazali, Designer und Claus Bennefeld, Kaufmann, war Leupold Mitgründer der BTK Berliner Technischen Kunsthochschule (2006), die 2017 als Fachbereich Art & Design in der University of Europe for Applied Sciences aufging. Als Rektor (2007–2014) initiierte er u. a. den Studiengang Fotografie an der BTK.
Von 2011 bis 2015 erarbeitete Leupold den Dokumentarfilm Lighter than Orange – The Legacy of Dioxin in Vietnam, Kamera Armin Dierolf, in dessen Mittelpunkt die Biografien vietnamesischer Kriegsveteranen stehen. Als Opfer des Einsatzes dioxinhaltiger Entlaubungsmittel durch die Vereinigten Staaten sind sie besonders betroffen von den Folgen des Vietnamkrieges in den 1960er und 1970er Jahren. Weitere Dokumentarfilmarbeiten im Libanon, in der Schweiz und in Albanien folgten.
Leupold ist Mitglied der Deutschen Gesellschaft für Photographie (DGPh) und der Deutschen Fotografischen Akademie (DFA).

## Fotografische Bildfolgen (Auswahl)
- Berlin, 1988–1990: Fahnenappell – Szenische Fotografien zur III. Deutschen Kunstausstellung in Dresden 1953[8][9][10]
- Berlin, 1994: Leupolds Gartenlaube – Liebhaberaufnahmen in Erinnerung an das deutsche Familienblatt Die Gartenlaube
- Berlin, 1995: Die Schönheit der Frauen – Fotografische Freilichtstudien
- Rom, 1998: Cecilia, Deutsche Akademie Villa Massimo Rom
- Berlin, 2021: Aus dem Gruppenbuch der Christiane P.

## Filmografie (Auswahl)
- 2015: Lighter than Orange – The Legacy of Dioxin in Vietnam Dokumentarfilm, 72 min, Regie, Produktion: M.L. 2015 GRAND PRIZE Documentary Feature Award of Socially Relevant Film Festival New York;[11] Best Feature Documentary Los Angeles CineFest,[12] weltweite Ausstrahlung EN; DE, ES, AR 2015: Deutsche Welle[13][14][15][16][17]
- 2016: The Noise of Letea, Dokumentarfilm, 29 min, Regie, Produktion, M.L. Kamera M.L., Eric Berg[18]
- 2019: Der Fotograf Hugo Jaeggi – Zudem ist der Traum oft Realität genug, Dokumentarfilm, 52 min, Regie M.L., Jérôme Depierre, Weltpremiere Fine Arts Film Festival FAFF, Venice, Los Angeles CA, Europapremiere kult.kino Atelier, Basel, Ausstrahlung: SRF, Sternstunde Kunst 17.11.2019[19][20]
- 2020: The Song of the Valley, Dokumentarfilm, 52 min, Regie M.L., Marie Séférian, Weltpremiere Courage Film Festival, Berlin[21]
- 2021: In the Name of Vjosa, Dokumentarfilm, 14 min, Regie M.L., Eric Berg, Tirana International Film Festival 2021 u. v. a., Langzeitprojekt in dem albanischen Dorf Kuta[22][23]
- 2025: Beyond the Berlin Wall–Reports of Stasi Prisoners, Dokumentarfilm, 61 min, A collectiv film by Marcela Faganello, Berglind Sóley Jansdóttir Elstermann, Abhiroop Banerjee, Matthias Leupold, Winner Best Feature Documentary of Berlin Independent Film Festival[24][25][26]

## Veröffentlichungen (Bildbände)
- Fahnenappell – Szenische Fotografie zur III. Deutschen Kunstausstellung in Dresden 1953. Jonasverlag, Marburg 1992, ISBN 3-89445-128-9; Text: Werner Kleinerüschkamp[27]
- Die Schönheit der Frauen – Photographische Freilichtstudien. Connewitzer Verlagsbuchhandlung. 1996, ISBN 3-928833-43-X; Essay: Karl Corino.[28]
- Die Vergangenheit hat erst begonnen. Schadenverlag, Köln 2003, ISBN 3-932187-28-8; Texte: Enno Kaufhold, T. O. Immisch, Kerstin Stremmel.
- Aus dem Gruppenbuch der Christiane P. / From the Group Journal of Christiane P. Lukas Verlag, Berlin 2024, ISBN 978-3-86732-457-1; Texte: Matthias Flügge, Matthias Leupold.[29]

## Ausstellungen (Auswahl)

### Einzelausstellungen
- 1984: Inszenierte Fotografien, Jugendclub Schaufenster im Brecht-Haus, Berlin
- 1988: Scenic Photographs, Art-School, Portland/Maine, USA
- 1992: Fahnenappell – Szenische Fotografien zur III. Deutschen Kunstausstellung in Dresden 1953, Bauhaus Dessau
- 1994: Leupolds Gartenlaube Liebhaberaufnahmen in Erinnerung an ein deutsches Familienblatt, Staatliche Galerie Moritzburg Halle
- 1995: Fahnenappell and Leupolds Gartenlaube, Photographic Ressource Center at Boston University
- 1995: Leupolds Gartenlaube... Philine-Vogeler-Haus, Worpswede[30]
- 1994: Fahnenappell – Szenische Fotografien zur III. Deutschen Kunstausstellung in Dresden 1953, Militärhistorisches Museum Dresden
- 1996: Die Welt der Frau – Die Frau als solche hat sich ja in der Photographie bereits bewährt, Berlin Festspielgalerie
- 1996: Die Schönheit der Frauen Fotografische Freilichtstudien, Staatliche Galerie Moritzburg, Halle
- 1997: Die Welt der Frau – Die Frau als solche hat sich ja in der Photographie bereits bewährt, Deutsche Akademie Villa Massimo, Rom
- 2003–2004: Die Vergangenheit hat erst begonnen, Kunst und Medienzentrum Berlin-Adlershof,[31] Stiftung Moritzburg – Kunstmuseum des Landes Sachsen-Anhalt, Städtische Galerie Iserlohn, Kunstverein Ahlen, Alte Feuerwache Fotogalerie Mannheim (2004), Kunsthalle Erfurt (2004)
- 2008: Die Schönheit der Frauen – Fotografische Freilichtstudien, Kamera- und Fotomuseums Leipzig
- 2013: Szenische Fotografien, argus fotokunst, Berlin[32]
- 2018: Matthias Leupold, Szenische Photographien 1983–1995, Photo Edition Berlin[33][34]
- 2023: Foto-Video-Klang-Installation The Song of the Valley, Matthias Leupold & Marie Séférian, Malzfabrik, Berlin, European Month of Photography[35]
- 2024: Matthias Leupold, Fotografie+Film, Galerie Pankow, Berlin[36]
- 2025: Matthias Leupold: Bildprojektion zu szenischer Lesung mit Marharyta Pshenitsyna: Aufstand der Kittelschürzen, DDR-Museum, Berlin[37]

### Gruppenausstellungen (Auswahl)
- 1987: Out of Eastern Europe: Private Photography, Massachusetts Institute of Technologie, Cambridge/Mass. und Rosa Esman Gallery, New York (K) Curator: John P. Jacob
- 1987: Aktuelle Fotografie in der DDR, Landesbildstelle Hamburg
- 1992: Photographie als Kunst – Kunst als Photographie, Zehn Jahre Photografische Sammlung 1979–1989, Berlinische Galerie, Photographische Sammlung[38]
- 1992: Nichts ist so einfach wie es scheint, Ostdeutsche Photographie 1945–1989, Berlinische Galerie, Photographische Sammlung[39]
- 1993: Das letzte Jahrzehnt, Ostdeutsche Photographie der achtziger Jahre, Kommunale Galerie im Leinwandhaus, Frankfurt am Main
- 1996/98: 1. Ars Bartica-Triennale der Photokunst Das Ende der Utopien, Stationen: Schloss Gottorf, Schleswig; Haus am Waldsee, Berlin; Japanisches Palais, Dresden; Museet for Fotokunst Brandts Klaedefabrik Odense; (DK) Kunsthalle/Taidehalli Helsinki; Maison du Danemark, Paris; Center of Contemporary Art, Warzcawa; Center of Contemporary Art, Tallinn; Galeria Miesska, Arsenal Poznań
- 1997: Chimaera. Aktuelle Photokunst aus Mitteleuropa, Galerie Moritzburg Halle-Landeskunstmuseum Sachsen-Anhalt[40]
- 1998: Signaturen des Sichtbaren, Ein Jahrhundert Fotografie in Deutschland. Galerie am Fischmarkt Erfurt[41]
- 1998: Recollecting a Culture, Photographic Ressource Center at Boston University
- 1999: Vom Mythos zum Fragment, Aktphotographien, Galerie Moritzburg Halle-Landeskunstmuseum Sachsen-Anhalt, Photographische Sammlung[42]
- 2003: Die Kunst in der DDR, Eine Retrospektive der Nationalgalerie Neue Nationalgalerie, Berlin[43]
- 2004: Berlin-Moskau Moskau Berlin Staatliches Historisches Museum Moskau[44]
- 2009: Übergangsgesellschaft, Portraits und Szenen 1980–1990 Akademie der Künste, Berlin[45][46]
- 2011: Rom sehen und sterben... Perspektiven auf die Ewige Stadt 1500–2011, Kunsthalle Erfurt[47]
- 2012: Geschlossene Gesellschaft, Künstlerische Fotografie in der DDR 1949–1989, Berlinische Galerie[48]
- 2013: Die Grosse, Kunstausstellung NRW Düsseldorf
- 2015: Gegen den Strich, Zeichnungen, Druckgrafik, Fotografie und Plakate aus der Sammlung des Kunstmuseums Dieselkraftwerk Cottbus[49]
- 2018: Blick|Wendungen, Brandenburgisches Landesmuseum für moderne Kunst, Frankfurt/Oder[50]
- 2018 In einem anderen Land, Transformationsprozesse an Beispielen zeitgenössischer Fotografie in Deutschland, Haus am Kleistpark, Berlin, riesa efau, Kultur Forum Dresden, Kunsthalle Erfurt[51]
- 2018: No War No Vietnam, Galerie Nord, Berlin
- 2018: The Inner Eye: Aspects of GDR Documentary Photography, Amber, Side Gallery, Newcastle upon Tyne
- 2018: Inszeniert – Provoziert – Analysiert Drei fotografische Positionen der ehemaligen DDR: Kurt Buchwald, Manfred Paul, Matthias Leupold, Photo Edition Berlin[52]
- 2019: Die anderen sind Wir. Bilder einer dissonanten Gesellschaft, Brandenburgisches Landesmuseum für moderne Kunst, Dieselkraftwerk, Cottbus: u. a. mit Anna und Bernhard Blume, Gerd Bonfert, Kurt Buchwald, Klaus Elle, Thomas Florschuetz, John Heartfield, Matthias Leupold, Ulrich Lindner, Evelyn Richter, Rudolf Schäfer, Michael Schmidt und der Gruppe Apparat
- 2019: 1000 Wirklichkeiten – 100 Jahre GDL/DFA, Haus der Photographie, Deichtorhallen Hamburg
- 2019: Utopien und Werke, riesa efau, Dresden
- 2020: Staged and Documentary Photography, Die Schönheit der Frauen, mit V. v. Keuren Galerie Bernd A. Lausberg, Photo+, Düsseldorf
- 2021: Staged Photography, mit der Gruppe Engelberg, Katharina Mayer, Kurt Buchwald, Andrej Glusgold, Galerie Pankow, Berlin[53]
- 2022: Wir haben kein Rezept, riesa efau, Dresden, Kurator: Frank Eckhardt
- 2022: An den Rändern taumelt das Glück. Die späte DDR in der Fotografie, ACC Galerie Weimar Curatorinnen: Annett Jahn, Ulrike Mönnig
- 2023: The Vjosa River-The Last Untamed River in Europe, Malzfabrik Berlin, European Month of Photography
- 2023: Engelberg+ Inszenierte Fotografie, Kurt Buchwald, Matthias Leupold, Andrej Glusgold, Katharina Mayer, + Claus Bach, Kunsthalle Erfurt, Kuratoren: Kai Uwe Schierz, Susanne Knorr[54]
- 2023: Lausitzer Fototage, Lieberose
- 2023: Vertraute Fremde, Atelierhof Werenzhain, Doberlug-Kirchhain
- 2023: Clear Memory, Pistori Palace, OFF Bratislava-Fotofestival
- 2024: An den Rändern taumelt das Glück. Die späte DDR in der Fotografie, mit Kurt Buchwald, Claus Bach, u. v. a. Galerie ngbk, Berlin Kuratoren: Annett Jahn, Ulrike Mönnig[55]
- 2025: An den Rändern taumelt das Glück. Die späte DDR in der Fotografie, mit Kurt Buchwald, Claus Bach, u. v. a. BLMK Cottbus Kuratoren: Annett Jahn, Ulrike Mönnig[56][57][58]
- 2025: RIVALS Photography vs. Promptography, mit Kurt Buchwald, Klaus Elle, Boris Eldagsen u. v. a. Photo Edition c/o Galerie Guelman und Unbekannt, Europäischer Monat der Fotografie Kurator: Boris Eldagsen[59]
- 2025: Albania–Beshkete e Nemuna, Fotomuseum Görlitz

## Sammlungen (Auswahl)
- Stiftung Moritzburg – Kunstmuseum des Landes Sachsen-Anhalt, siehe T.O. Immisch: Messer der Sehnsucht Rundbrief Fotografie N.F. 15 (1997), S. 3 (Vol. 4, No. 3)]
- Berlinische Galerie
- Stiftung Preußischer Kulturbesitz, Museum für Fotografie, Berlin
- Bibliothèque nationale de France, Paris
- San Francisco Museum of Modern Art
- Museum Folkwang Essen
- Rheinisches Landesmuseum Bonn
- Heinz Nixdorf Museumsforum, Paderborn
- Zeitgeschichtliches Forum, Haus der Geschichte der Bundesrepublik Deutschland, Leipzig
- Artothek Berlin
- Brandenburgische Kunstsammlungen, Cottbus
- Kupferstichkabinett Berlin
- Kupferstichkabinett Dresden

## Preise
- 2008: Bronze Award Best Photographer of the Year, Lianzhou Photo Festival, China